# IPad
Pour les autres modèles, voir iPad mini, iPad Air et iPad Pro.
L'iPad est une tablette tactile, conçue et développée par la société américaine Apple, sortie en 2010. Celle-ci est particulièrement orientée vers les médias tels que les livres, journaux, magazines, films, musiques, jeux, mais aussi vers Internet avec la navigation sur le Web, l'accès à ses courriers électroniques et la bureautique simple avec des logiciels tels que Word ou encore les logiciels gratuits fournis par Apple : Pages, Numbers et Keynote. La série de l’iPad se décline en 3 gammes en fonction de la taille de l’écran : Mini, Air et Pro.

## Caractéristiques générales

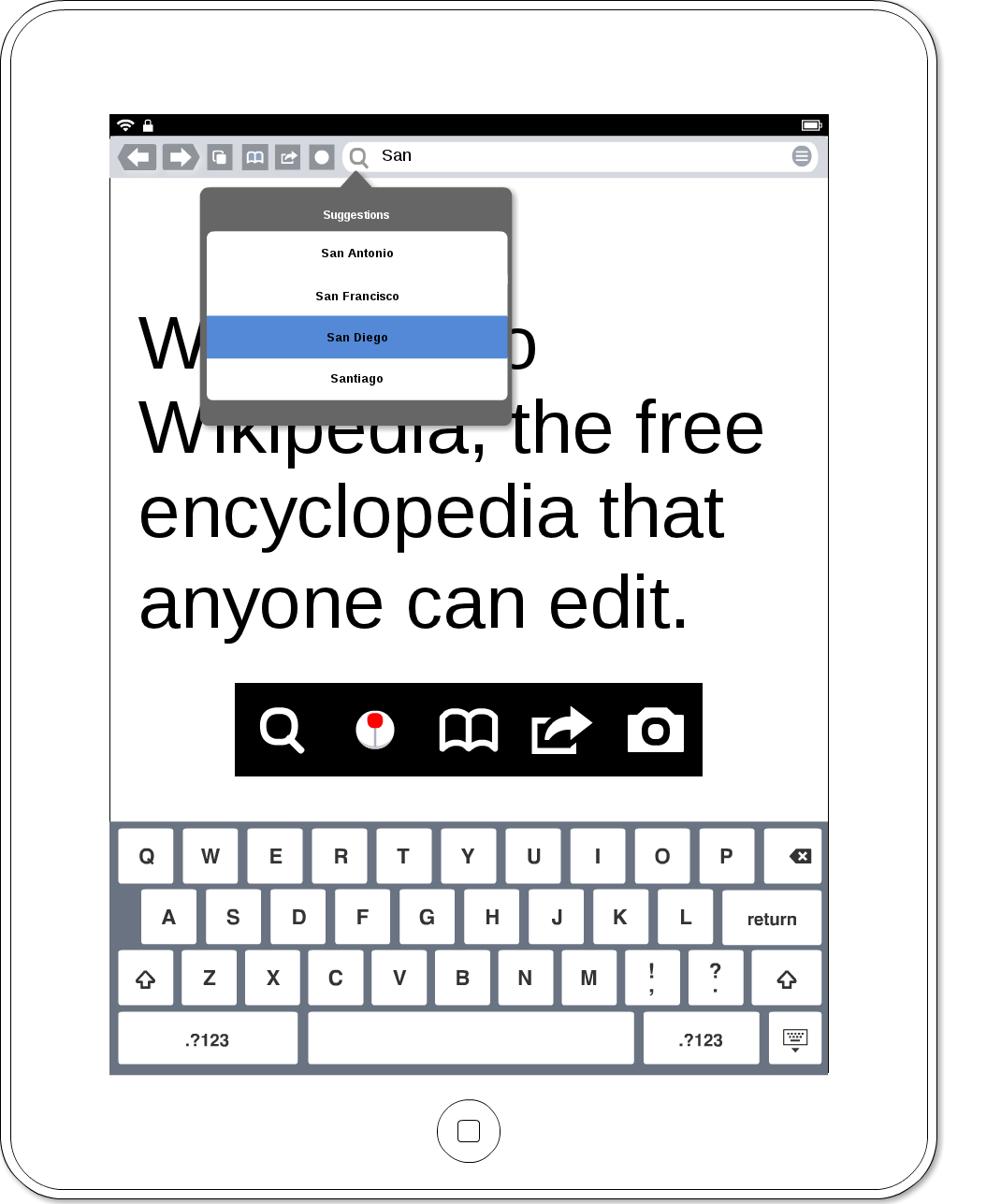
Maquette du tableau de bord de l'application iPad pour Wikipedia.

Avec un poids compris entre 680 et 730 grammes, ces modèles sont situés entre ceux des smartphones et ceux des ordinateurs portables. Apple a vendu 3 millions d'iPad dans les 80 jours suivant sa sortie.
L'iPad fonctionne avec iPadOS comme système d'exploitation comparé a iOS celui de l'iPhone et de l'iPod touch, iOS 5 pour iPad, depuis le 12 octobre 2011, le mettant à niveau après avoir possédé une version spécifique d'iOS, la 3.2. L'iPad peut aussi bien exécuter des applications spécifiques à sa plateforme que des applications développées pour iPhone et iPod touch. Sans modification logicielle (Jailbreak), ces applications sont, à l'instar des deux appareils, téléchargeables sur l'App Store.
Comme l'iPhone et l'iPod touch, l'iPad est contrôlé via un écran multipoint sensible à un maximum de onze doigts, à la différence d'autres anciennes tablettes qui utilisaient un stylet déclenchant un mécanisme sensible à la pression. L'iPad utilise soit une connexion Wi-Fi présente dans les modèles Wi-Fi et Wi-Fi + 4G, soit une connexion au réseau 4G, le tout pour naviguer sur Internet, télécharger ou envoyer des données, et installer des applications. Le câble USB 2.0 fourni était nécessaire pour la synchronisation de données avec iTunes jusqu'à la version iOS 5 sur un ordinateur personnel – logiciel par lequel l'appareil est géré – est le même que celui des gammes iPod et iPhone.
La réaction des médias à l'égard de l'iPad fut généralement neutre ou positive, avec une réaction plus positive après sa sortie. Si la presse spécialisée a souvent salué l'esthétique, la réactivité et le caractère intuitif de l'appareil, elle fut plus critique concernant certaines de ses limitations, et sa distinction peu marquée avec l'iPhone ou l'iPod touch[réf. nécessaire].

## Histoire

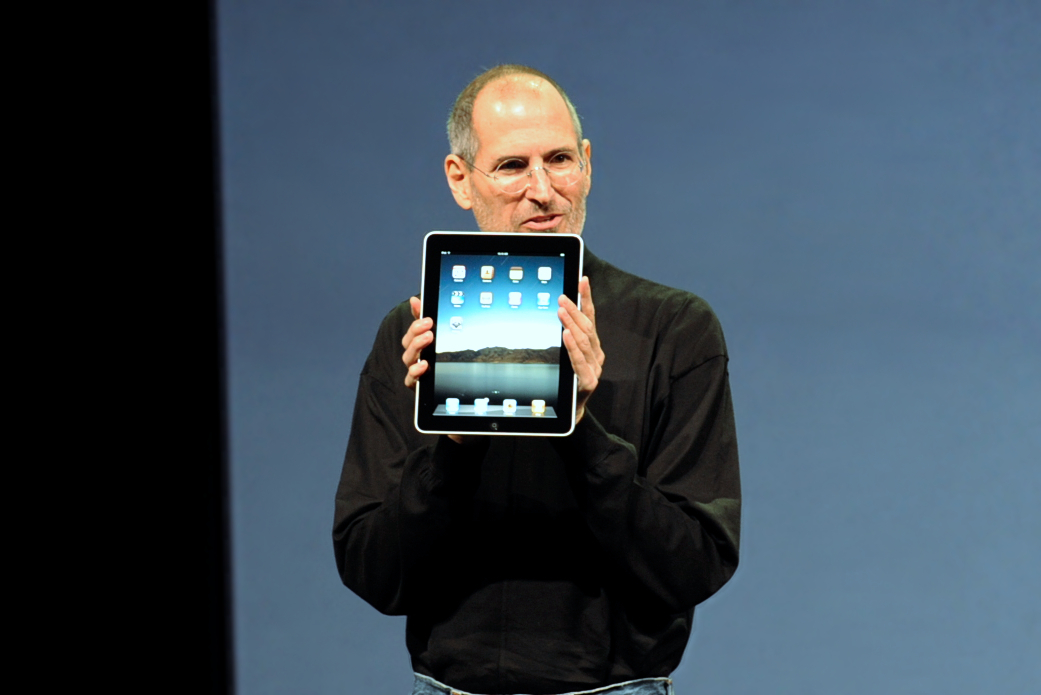
27 janvier 2010. Steve Jobs présentant l'iPad 1.

La première tablette développée par Apple fut le Newton MessagePad 100, un assistant personnel sorti en 1993 et qui a conduit à la création du cœur de processeur ARM6 avec l'entreprise britannique Acorn. Apple a également mis au point un prototype de tablette basée sur le PowerBook Duo, le Penlite, mais elle a abandonné le projet pour éviter de nuire aux ventes du MessagePad. Apple a également commercialisé plusieurs assistants basés sur le Newton, mais a arrêté leur production avec le MessagePad 2100, en 1998.
Le nom « iPad » est formé de la lettre en minuscule « i » désignant de nombreux appareils commercialisés par Apple (iMac sorti en 1998, iPod en 2001, iPhone en 2007…) et faisant référence au designer d'Apple, Jonathan Ive, suivie du mot anglais « pad » dans le sens de « bloc » en français.
Apple entra à nouveau sur le marché de l'informatique mobile en 2007 avec l'iPhone. Plus petit que l'iPad, mais disposant d'une caméra et d'un téléphone mobile, il fut le pionnier de l'interface tactile multipoint sensible aux doigts du système d'exploitation d'Apple, iOS. Cependant, Steve Jobs a par la suite révélé que les deux appareils ont été imaginés à partir du même projet, et que l'iPad était même, à l'origine, destiné à être produit avant l'iPhone. Fin 2009, la sortie de l'iPad par Apple faisait partie des rumeurs traînant depuis plusieurs années. Généralement nommée « la tablette d'Apple », iTablet et iSlate ont fait partie des noms des spéculateurs. L'iPad a été annoncée le 27 janvier 2010 par Steve Jobs lors d'une conférence de presse d'Apple au Yerba Buena Center for the Arts de San Francisco.
La 2e génération d'iPad est présentée le 2 mars 2011 par Steve Jobs, présent malgré son arrêt maladie annoncé le 17 janvier 2011. La conférence s'est tenue au même endroit que pour la première version de l'iPad, au YBCA de San Francisco. Le 7 mars 2012, Apple a présenté la 3e génération d'iPad. Ce dernier modèle est équipé notamment d'un écran Retina (qui a fait le succès de l'IPhone 4) et propose une résolution supérieure aux autres tablettes du marché. Ce modèle qualifié de « révolutionnaire » par Apple ne propose pas un renouveau dans le design de l'appareil.
Deux modèles d'iPad ont été présentés le 23 octobre 2012 : l'iPad 4 et l'iPad Mini. Ce dernier est un modèle plus compact doté d'un écran classique de 7,9 pouces qui équivaut à celui de l'iPad 2 en termes de résolution. Le contexte du marché des tablettes impose à Apple de se positionner sur le segment des tablettes 7" qui est un marché où les prix sont très agressifs. Ainsi Apple sortirait ce nouveau modèle pour contrer la Nexus 7 de Google mais aussi le Kindle Fire d'Amazon.
L'iPad Air, le nouveau iPad de l'année 2013-2014 été présenté en octobre 2013 au côté de l'iPad mini avec écran Retina. Il s'agit d'une tablette de 7,5 mm d'épaisseur, pesant moins de 479 g et équipée d'un processeur système sur puce Apple A7.
En octobre 2014, soit un an après l'iPad Air, Apple présente l’iPad Air 2, plus fin, plus léger et plus puissant. Il est plus puissant notamment grâce au processeur de seconde génération 64 bits, l'Apple A8X.
En septembre 2015, aux côtés de l'iPhone 6s, Apple présente l’iPad Pro. Il est équipé d'un écran Retina, plus grand, de 12,9 pouces et d'un nouveau processeur, le A9X, une variante plus puissante du processeur de l'IPhone 6s.
En mars 2016, Apple présente une version plus petite de l'iPad Pro, équipée d'un écran de 9,7 pouces de technologie True Tone. Il est équipé du même processeur que le grand iPad Pro, le A9X.
En mars 2017, Apple annonce un remplaçant de l'iPad Air 2, il est sobrement dénommé « iPad ». Il est en réalité présenté comme la 5e génération d’iPad, la marque considérant ainsi les iPad Air et Pro comme faisant partie d'une gamme à part. Il est équipé d'un processeur A9 double cœurs cadencé à 1,5 GHz, c'est le même processeur que l'iPhone 6s, il est plus puissant que le processeur A8X de l'iPad Air 2 qu'il remplace. Il représente tout de même un recul par rapport à l'iPad Air 2 sur plusieurs points : il est plus lourd, plus épais et possède un écran qui n'est pas laminé contrairement à son prédécesseur, la lumière ambiante se réfléchit donc plus que sur l'iPad Air 2. Il loge cependant une batterie plus puissante permettant un gain d'autonomie. Le fait que ce nouvel iPad utilise une technologie d'écran inférieure et le châssis de l'iPad Air permet de diminuer les coûts et de le proposer à un prix inférieur à l'iPad Air 2 qu'il remplace. Là où l'iPad Air 2 était proposé à 499 € à sa sortie, l'iPad 5e génération n'est proposé qu'à 409 €.
En juin 2017, Apple présente une nouvelle génération d'iPad Pro, l'iPad Pro 2e génération. Il est disponible en deux tailles : 12,9 pouces comme le modèle précédent et une nouvelle taille de 10,5 pouces plus grande que les 9,7 pouces du « petit » iPad Pro précédent. Ils sont équipés d'un nouvel écran Retina doté de la technologie ProMotion qui permet d'ajuster le taux de rafraichissement de l'écran en fonction du contenu affiché. Son taux de rafraîchissement maximal est porté à 120 Hz, une fréquence inédite sur un iPad. Ce meilleur taux de rafraîchissement permet une utilisation plus précise et plus confortable du stylet de l'iPad Pro, l'Apple Pencil ainsi qu'une meilleur fluidité dans l'interface, sur les pages web et lors de la lecture de vidéos. Ce nouvel écran est également plus lumineux et peut afficher une plus grande variété de couleurs avec un gamut étendu. Ils ont un processeur plus puissant, le A10X Fusion doté de 6 cœurs, plus puissant que le A9X qu'il remplace. L'appareil photo a également été amélioré avec un capteur identique à l'iPhone 7 doté d'une stabilisation optique.
En 2018, Apple dévoile l’iPad Pro de 3e génération qui se caractérise par l’absence de bouton Home ; la navigation se fait donc par les gestes, sur le modèle de l’iPhone X, qui marque le début d’une nouvelle ère d’iPhone. Toujours sur ce même modèle, l’iPad Pro intègre dorénavant la caméra TrueDepth qui permet notamment le déverrouillage par reconnaissance faciale ainsi que les Animoji et Memoji et est doté du processeur A12 Bionic. Autre point, l’iPad troque son alimentation en Lightning pour une alimentation via USB-C, qui permet une recharge plus efficace, la possibilité de transférer vers l’iPad la pellicule d’un appareil photo numérique ou le contenu d’un disque dur (seulement certains modèles souvent en partenariat avec Apple). L’affichage ProMotion est toujours de la partie sur un écran semblable à celui de l’iPhone XR (LCD Liquid Retina). Il partage aussi avec ce dernier l’objectif photo (12 Mpx, HDR intelligent et vidéos disponibles en 4K). Pour finir, l’iPad Pro de 3e génération accueille le tout nouvel Apple Pencil qui viendra se fixer à côté de l’iPad. Le clavier Smart Folio est lui aussi compatible avec l’iPad et se fixe sans surprise magnétiquement.

## Caractéristiques matérielles

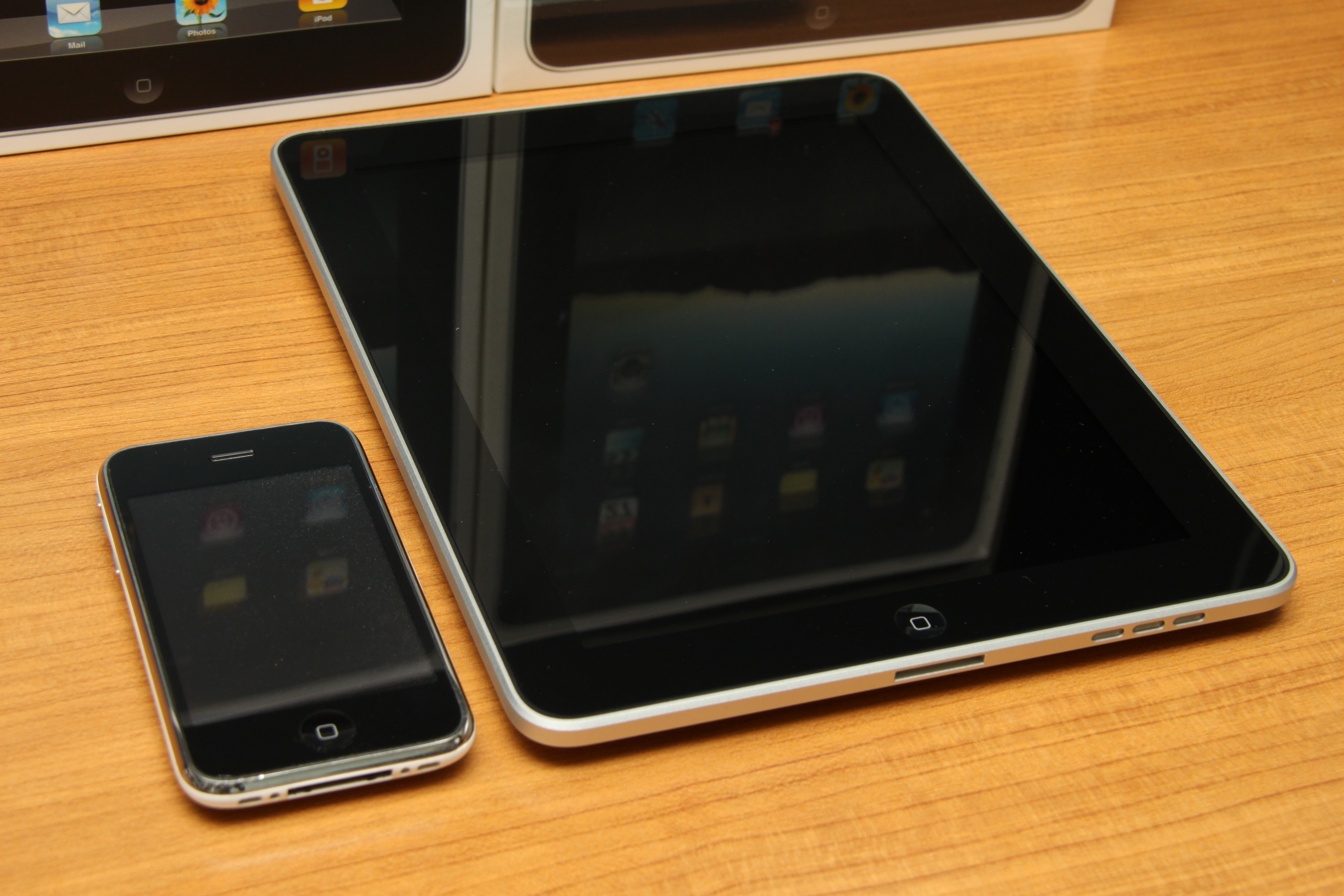
Un iPhone 3GS (à gauche), et un iPad 1 (à droite).

### Écran et entrées
L'écran tactile de l'iPad est un écran à cristaux liquides multipoint de 25 cm de diagonale (9,7 pouces) d'une définition de 2048 × 1536 pixels avec un revêtement oléophobique résistant aux traces de doigts et un verre résistant aux rayures. Tout comme l'iPhone, l'iPad est conçu pour être contrôlé par les doigts ; les gants normaux et stylets empêchant la conductivité électrique, ils ne peuvent être utilisés. Cet écran est fabriqué en partie par Wintek (en).
L'écran répond à deux autres capteurs : un capteur de luminosité ambiante pour ajuster la luminosité de l'écran, et un accéléromètre à 3 axes d'orientation qui permet de faire basculer l'iPad entre les modes portrait et paysage. Contrairement aux applications intégrées à l'iPhone et l'iPod touch qui peuvent s'afficher dans trois orientations (portrait, paysage-gauche et paysage-droite), celles intégrées à l'iPad supportent un affichage dans les quatre orientations (les trois mentionnées, ainsi que le portrait à l'envers), ce qui signifie que l'appareil n'a pas de position « native », et que seul le bouton d'accueil peut faire la différence entre les deux sens (haut et bas).
L'iPad d’origine possède un interrupteur pour verrouiller cette fonction de basculement, qui a pour fonction d'empêcher la rotation involontaire lorsque l'utilisateur est couché. Il y a un total de quatre boutons physiques, incluant un bouton d'accueil sous l'écran qui renvoie l'utilisateur au menu principal, un bouton Marche/Veille, un bouton Volume +/- s'ajoutant au verrou de basculement d'écran.
Depuis la version 4.3, l'interrupteur qui bloquait le basculement peut aussi servir à couper le son (mais pas les deux fonctions ensemble, une seule au choix). Le blocage du basculement se faisant de manière virtuelle en double-cliquant sur le bouton d'accueil.

### Connectivité

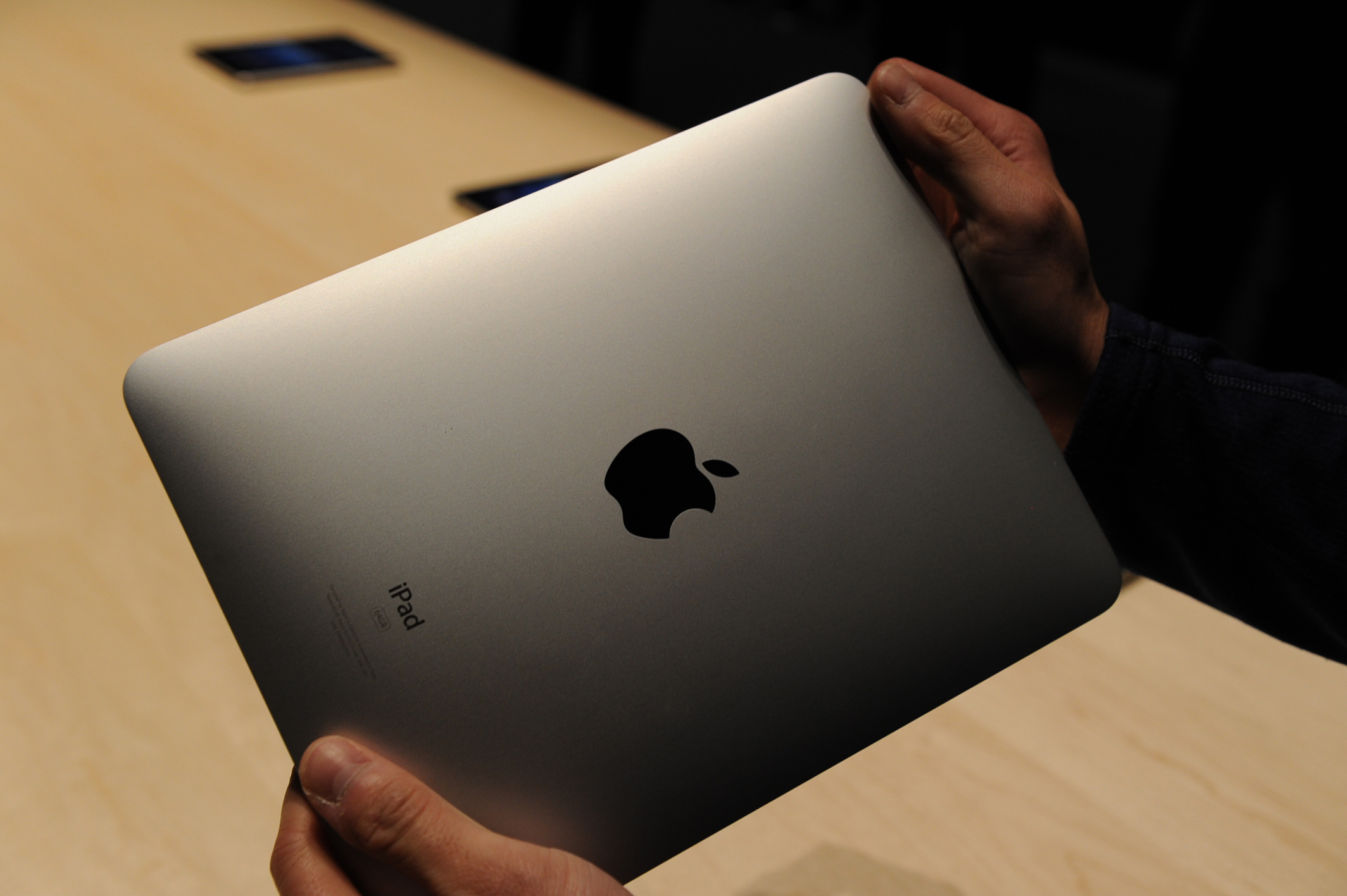
Dos du modèle Wi-Fi de l'iPad 1

L'iPad peut utiliser la trilatération du réseau Wi-Fi de Skyhook Wireless pour fournir des informations de géolocalisation pour des applications telles que Google Maps. Le modèle 3G possède un A-GPS qui permet de calculer une distance par rapport à une position ou par rapport aux relais de téléphonie cellulaire situés à proximité. Ce modèle a également une barre en plastique noir sur la face arrière pour améliorer la sensibilité de la réception 3G.
Concernant la connectivité filaire, l'iPad est doté d'un connecteur dock à 30 broches, il s'agit du même que celui de la gamme iPod (excepté celui de l'iPod shuffle) et iPhone. L'iPad 4 appelé « iPad avec écran Retina » possède lui un connecteur Lightning comme l'iPhone 5 et ne possède pas de port Ethernet ou de port USB, que l'on trouve sur les ordinateurs traditionnels.

### Audio et sorties

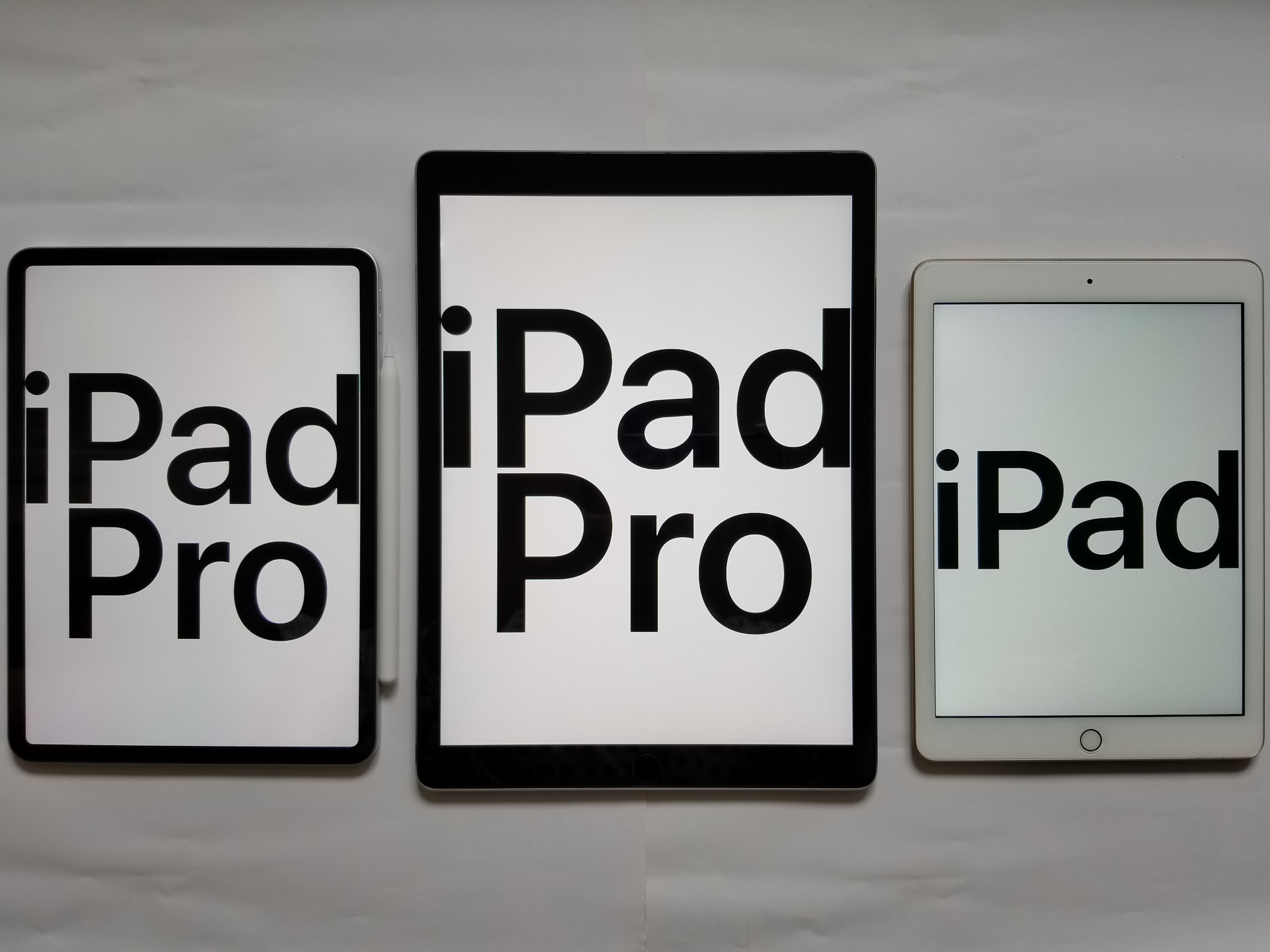
iPad, iPad Pro.

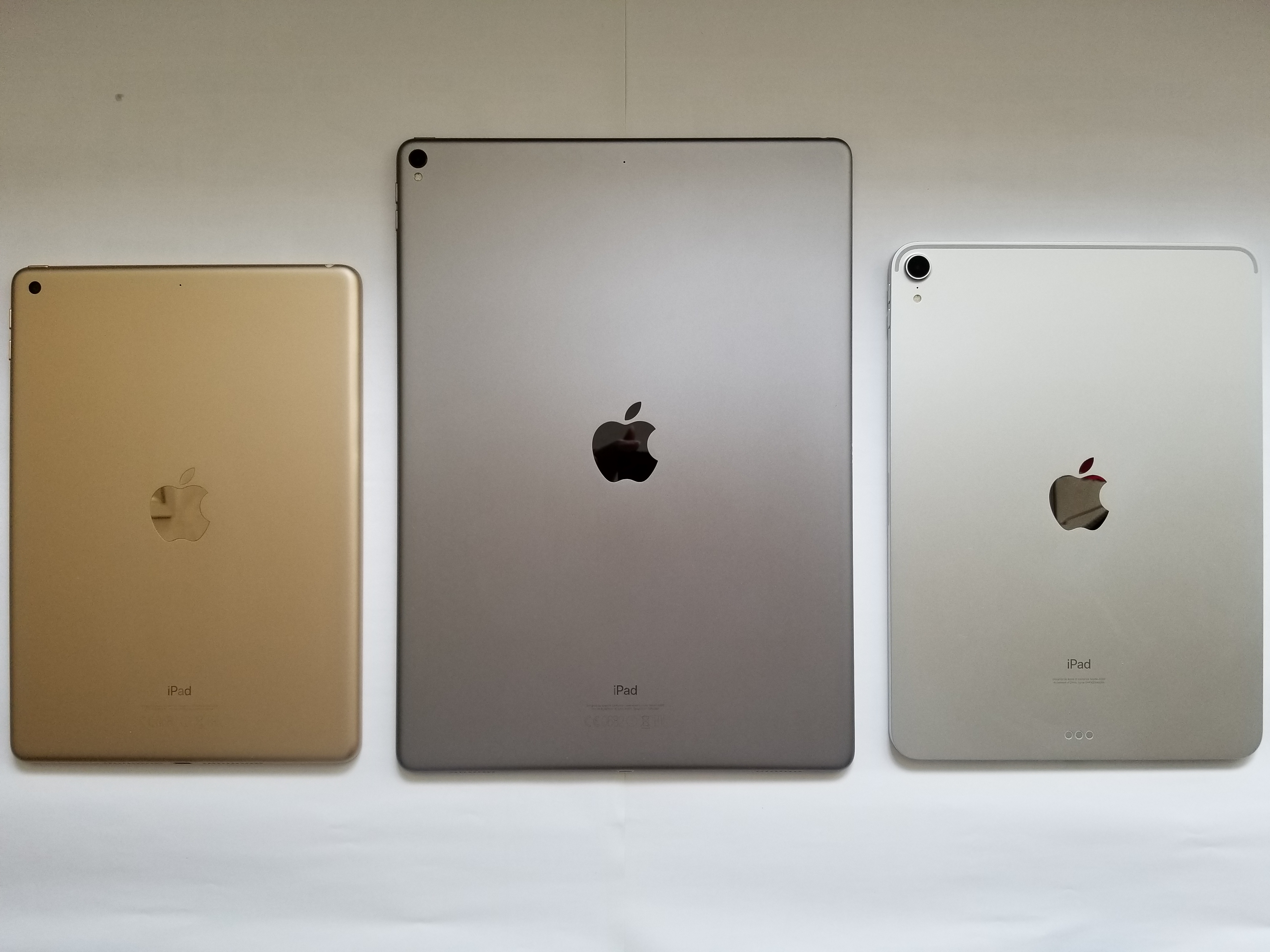
iPad, iPad Pro.

L'iPad possède un haut-parleur interne composé de deux petits HP moulés dans un caisson clos en forme de « L », sculptés sur la partie inférieure du châssis. Le son délivré est stéréophonique, mais étant donné de la proximité des HP, il paraît monophonique.
Une prise jack de 3,5 mm pour la sortie audio sur le coin supérieur gauche de l'appareil offre un son stéréophonique pour un casque ou des écouteurs, avec ou sans microphones et/ou contrôleurs de volume. L'iPad possède également un microphone qui peut être utilisé pour l'enregistrement vocal ou dans une conversation audio/vidéo type Skype ou FaceTime.
L'interface Bluetooth 2.1 + EDR intégrée permet à un casque ou clavier sans fil d'être utilisé avec l'iPad. Toutefois, iOS ne prend pas en charge le transfert de fichiers via Bluetooth.
L'iPad peut être connecté à un moniteur externe ou une télévision grâce à un adaptateur VGA 1 024 × 768.

### Alimentation et batterie
L'iPad utilise une batterie interne rechargeable au lithium polymère. Ces batteries sont fabriquées à Taïwan dont 60 % de la production est faite par Simplo Technology, et les 40 % restants, par Dynapack International Technology.
L'iPad est conçu pour être chargé avec un courant d'intensité élevée (2 A) en utilisant l'adaptateur 10 W inclus. Bien qu'il puisse être chargé via un port USB standard à partir d'un ordinateur, ces ports fournissent généralement une puissance plus faible (500 mA à 1 A). Par conséquent, si l'iPad est utilisé pendant la charge sur le port USB d'un ordinateur, il se charge beaucoup plus lentement, voire pas du tout.
Apple affirme que la batterie de l'iPad peut fournir jusqu'à 10 heures en lecture vidéo, 140 heures en lecture audio (écran éteint), ou un mois en veille. La batterie perd sa capacité au fil du temps et n'est pas conçue pour être remplaçable par l'utilisateur car elle est soudée.
Les iPad dont la batterie ne tient pas la charge sont repris par Apple et remplacés par des iPad reconditionnés, moyennant des frais de 99 dollars américains, comme cela se fait déjà pour les iPod et la 1re génération d'iPhone dans le cadre du programme officiel de remplacement des batteries.

### Stockage et SIM
L'iPad est commercialisé avec trois options de taille pour le stockage interne des données : 16, 32 ou 64 Go (128 Go pour l'iPad 4 et l'iPad Air) en mémoire flash. Toutes les données sont stockées sur le lecteur flash et il n'y a pas de possibilité d'extension d'espace de stockage. Apple vend un camera connection kit avec un lecteur de carte SD, mais il ne peut être utilisé que pour transférer des photos et vidéos d'un appareil photo à un iPad.
La partie du modèle Wi-Fi + 3G possède une fente pour micro-SIM (pas de mini-SIM). Contrairement à l'iPhone, qui est habituellement vendu verrouillé, l'iPad Wi-Fi + 3G est vendu déverrouillé et peut être utilisé avec n'importe quel opérateur GSM compatible. Certains opérateurs proposent des cartes Sim ayant un forfait spécial pour l'utilisation de l'iPad, mais un forfait téléphone classique fonctionne également. De nombreuses offres sont donc disponibles. Le Japon fait exception à la règle, où l'appareil est verrouillé SoftBank.
Les mises à jour du système d'exploitation peuvent diminuer rapidement la capacité de stockage, ce qui peut être gênant sur un modèle de 16 Go[réf. nécessaire].

### Accessoires en option
De nombreux accessoires sont disponibles pour iPad, qu'ils soient produit par Apple ou par des fabricants tiers dans le cadre du programme "Made for iPad". On retrouve ainsi des claviers physiques connectables à l'iPad via le Dock connector ou via Bluetooth, des housses rigides (en cuir et polycarbonate) ou souples, ainsi que des adaptateurs tels que des lecteurs de carte ou des sorties vidéo VGA/HDMI.

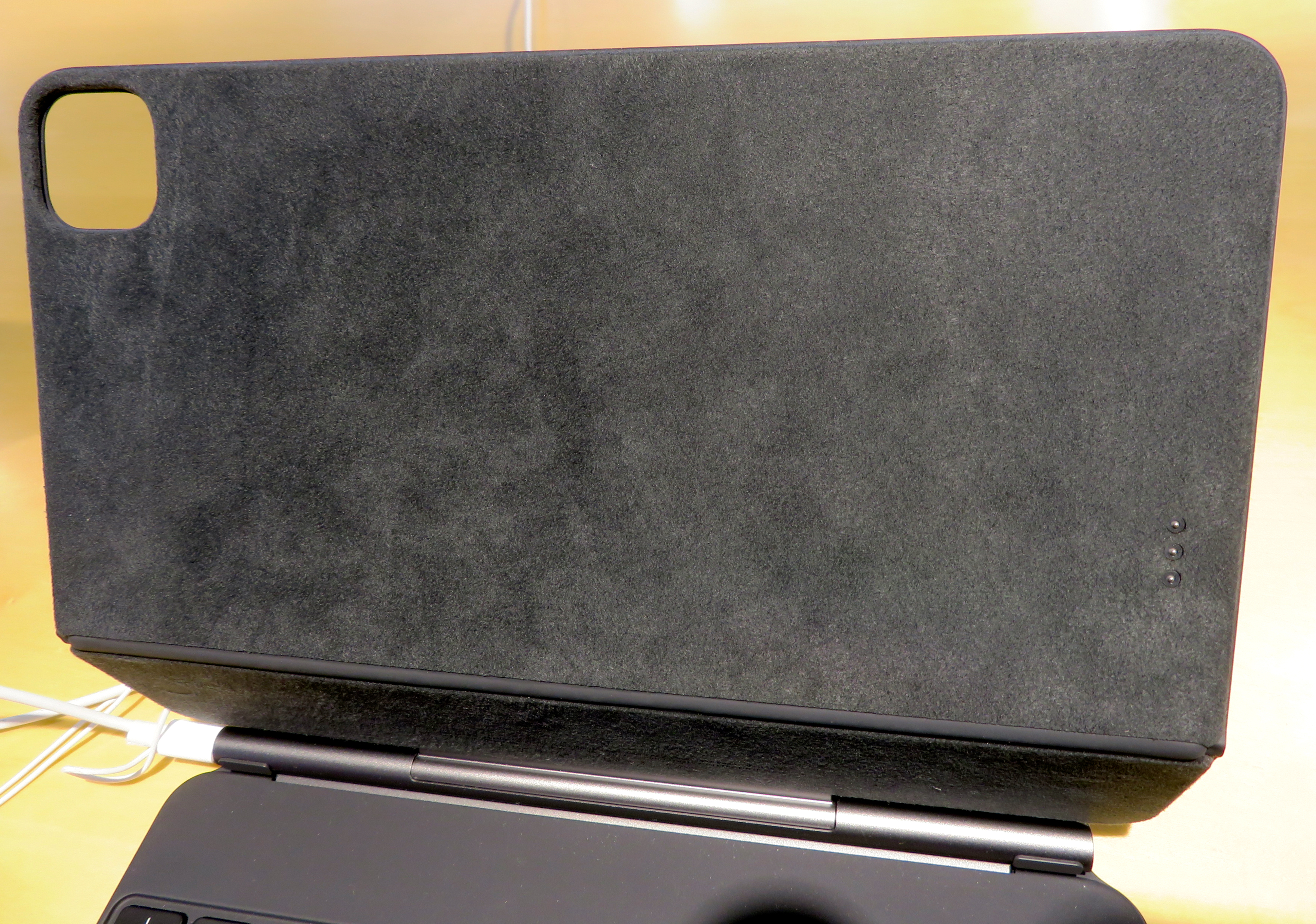
Magic Keyboard (pour iPad Air 4 et iPad Pro)

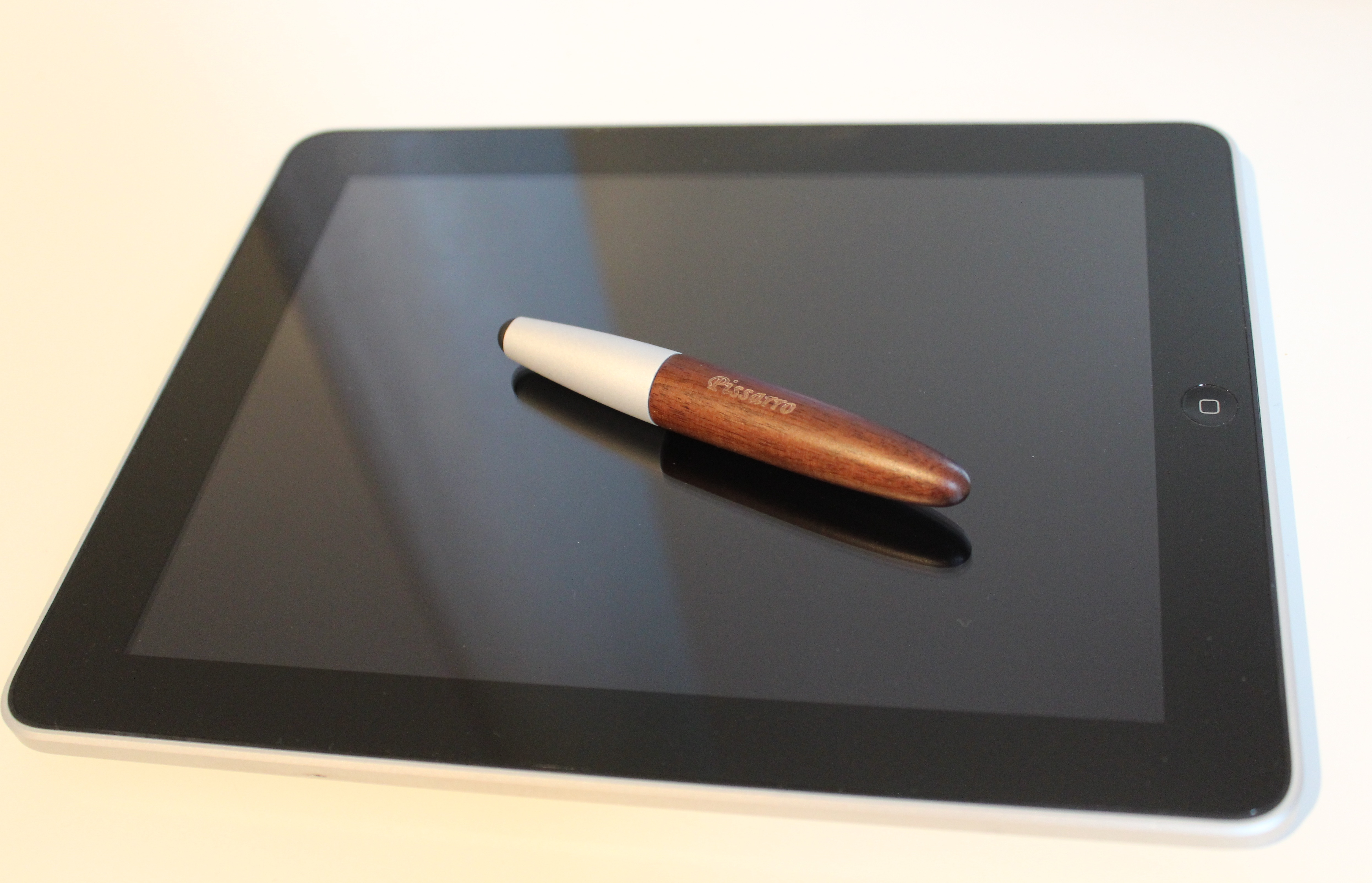
Stylet sur iPad 1

De nombreux stylets (Apple Pencil…) adaptés à l'écran tactile capacitif de l'iPad sont également disponibles, principalement pour les applications de prise de notes et pour le dessin. Cependant il a été prouvé que le doigt, allié à des applications de dessin optimisées pour l'iPad telles Paper by FiftyThree, produit de meilleurs résultats qu'un stylet, en partie à cause de la reconnaissance thermique de l'écran.[réf. nécessaire]

## Caractéristiques logicielles
Comme l'iPhone, avec lequel il partage le même environnement de développement (iOS SDK) depuis la version 3.2, l'iPad ne peut exécuter que des applications téléchargées sur l'App Store d'Apple. L'iPad peut exécuter toutes les applications pour iPhone, laissant le choix à l'utilisateur de conserver la taille de celle d'un iPhone, ou d'utiliser le moteur de rendu de l'iPad pour agrandir l'affichage de l'application. Les développeurs peuvent également créer ou modifier des applications qu'ils ont conçu pour leur iPhone pour tirer parti des fonctionnalités de l'iPad. Les développeurs d'applications utilisent l'iOS SDK pour créer des applications. L'iPad était originellement commercialisé avec une version adaptée et améliorée d'iOS, la 3.2, la mise à jour vers iOS 4.2 est disponible depuis novembre 2010.
Depuis iOS 6, les applications peuvent être « universelles », c'est-à-dire qu'elles s'adaptent aussi bien à la résolution de l'iPhone 4 (960 x 640), l'iPhone 5 (1 136 x 640) que des iPad (1 024 x 768 pour les 1 et 2, 2 048 x 1 536 pour les 3, 4 et 5).
Depuis iOS 7, l'iPad 2 peut faire fonctionner les applications dédiées iPhone à la résolution Retina, c'est-à-dire 960 x 640. Précédemment, l'iPad les faisait tourner avec la résolution des premiers iPhone, c'est-à-dire 480 x 320… mais en proposant un zoom x2.
Depuis iOS 9, l'iPad Air et l'iPad mini peuvent faire tourner deux applications en même temps de manière limitée, la 2e application occupant une petite partie de l'écran. Les iPad plus récents (iPad Air 2, iPad mini 4 et iPad Pro) permettent quant à eux d'exécuter simultanément plusieurs applications de manière complète, chacune se partageant la moitié de l'écran. Ces modèles disposent de la fonction PiP permettant de regarder une vidéo tout en utilisant une autre application.

### Applications
Pour plus de détails sur les applications, voir  App Store.
L'iPad compte plusieurs applications intégrées, dont Safari, Mail, Photos, Vidéos, Musique, iTunes, App Store, Books, Plans, Notes, Agenda, Contacts et recherche Spotlight. Ces applications sont des versions améliorées et adaptées à l'iPad issues de l'iPhone. Apple a également porté sa suite iWork, et vend séparément ses applications Keynote, Pages et Numbers,.
Depuis iOS 4.3, les applications FaceTime, Appareil photo et PhotoBooth ont aussi été intégrées.
L'iPad se synchronise avec iTunes sur un Mac ou un PC compatible. Bien que l'iPad ne soit pas conçu pour remplacer un téléphone mobile, un utilisateur peut utiliser une oreillette sans-fil ou le microphone intégré pour passer des appels en Wi-Fi ou 3G en utilisant Facetime ou une application VoIP.

### Gestion des droits numériques
Pour plus de détails sur la gestion des droits numériques, voir iOS.
Le design de l'iPad impose des restrictions strictes à son usage – à savoir le DRM destiné à verrouiller le contenu vidéo acheté sur l'iTunes Store, le développement d'applications nécessite un accord de non-divulgation, les développeurs doivent payer l'inscription au programme de développement, et le processus d'approbation centralisée pour les applications ainsi que le contrôle et verrouillage général de la plateforme – et que ce contrôle centralisé pourrait étouffer l'innovation logicielle. Est particulièrement préoccupante la capacité pour Apple de désactiver ou supprimer à volonté des applications à distance, ainsi que des médias, ou des données sur l'iPad,.
Des défenseurs des droits numériques tels la Free Software Foundation, l'Electronic Frontier Foundation, et l'ingénieur en informatique et militant Brewster Kahle, ont critiqué l'iPad pour ses restrictions sur les droits numériques. Paul Sweeting, analyste chez Gigaom, a été cité par la National Public Radio disant : « With the iPad, you have the anti-Internet in your hands. […] It offers [the major media companies] the opportunity to essentially re-create the old business model, wherein they are pushing content to you on their terms rather than you going out and finding content, or a search engine discovering content for you ». Mais Sweeting pense aussi que les limites d'Apple permettent de se sentir comme dans un quartier sûr, racontant ainsi : « Apple vous offre une communauté fermée où il y a un garde à la porte, et il y a probablement un service de ménage, aussi ». Laura Sydell (en), l'auteur de l'article, conclut : « Les consommateurs ont de plus en plus de craintes concernant la sécurité sur Internet, les virus et les logiciels malveillants, ils peuvent être heureux d'opter pour la communauté fermée (en) d'Apple ».

### Jailbreak
Comme les autres appareils tournant sous iOS, l'iPad peut être jailbreaké, permettant à des applications qui ne sont pas autorisées par Apple de fonctionner sur l'appareil. Cependant, l'ouverture du système iOS a réduit l’intérêt de cette manipulation, la communauté du Jailbreak est aujourd'hui quasiment inexistante, et des figures clefs de cette pratique (comme le fondateur de Cydia) le déconseillent.

## Livres, journaux et magazines
Pour plus de détails, voir iBooks.

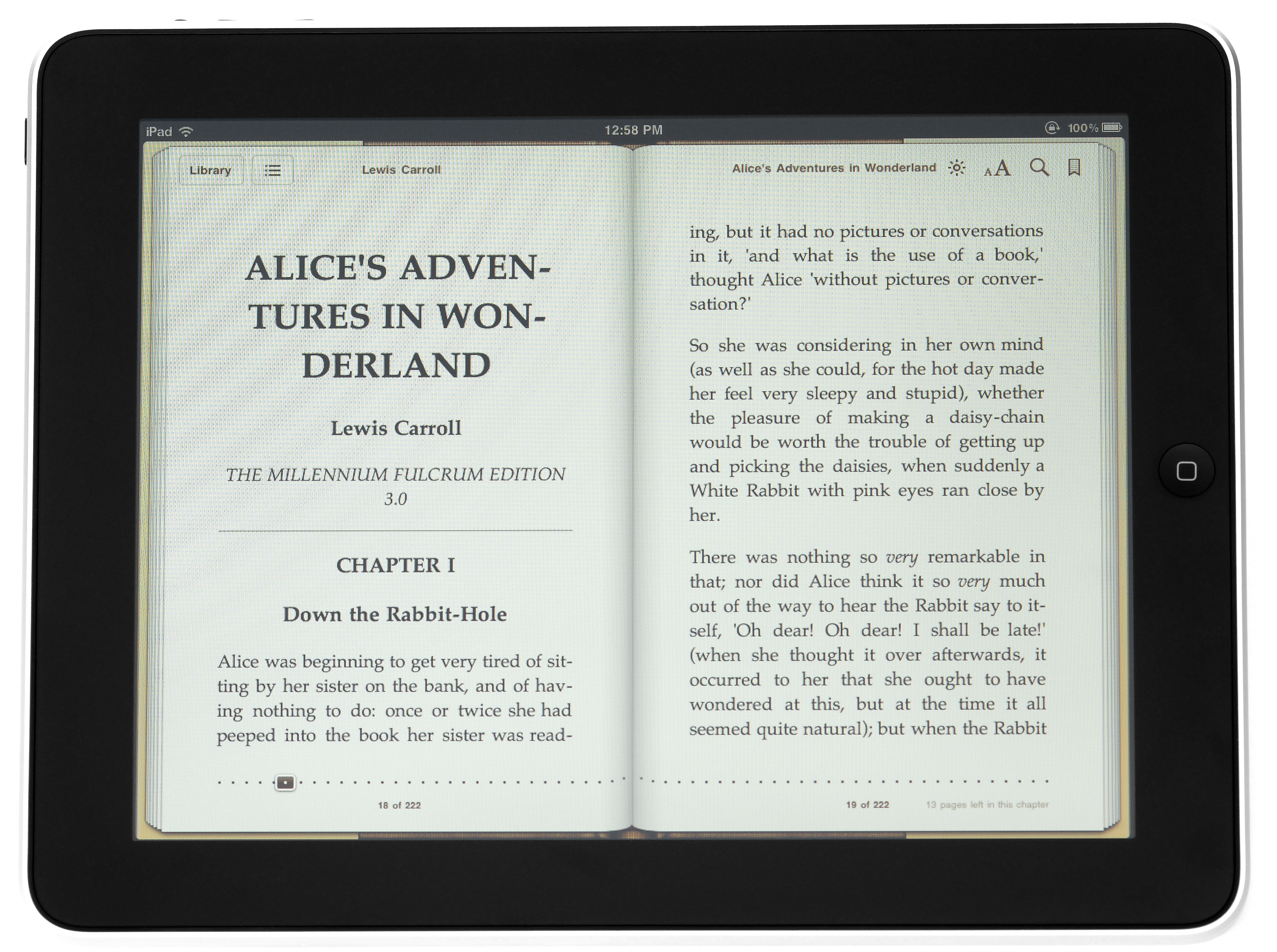
Lecture d'un livre sur iPad grâce à l'application iBooks

L'iPad possède une application optionnelle iBooks qui peut être téléchargée depuis l'App Store, qui affiche tous les livres et autres contenus au format ePUB téléchargés sur l'iBook Store. Beaucoup de maisons d'édition importantes, telles Hachette, Penguin Books, HarperCollins, Simon & Schuster et Macmillan Publishers, se sont engagées à publier des livres pour l'iPad.
En février 2010, Condé Nast Publications a dit que le groupe souhaitait vendre des abonnements pour leurs magazines GQ, Vanity Fair et Wired pour juin.
Les principaux organes de presse dans le monde, tels The Wall Street Journal, The New York Times, Le Monde, la BBC, ou Reuters, ont sorti leurs applications pour iPad, à des degrés divers de réussite.

### Censure
Pour plus de détails à propos de la censure sur l'iPad, voir App Store.
L'App Store d'Apple, qui fournit des applications iPhone et iPad, impose la censure des contenus, qui est devenu un problème pour les éditeurs de livres et de magazines qui cherchent à utiliser la plate-forme. The Guardian décrit le rôle d'Apple comme analogue à celle du distributeur W H Smith, une chaîne de librairies britannique, qui depuis de nombreuses années impose des restrictions de contenu sur les éditeurs britanniques.

#### Pornographie
La pornographie est exclue de l'App Store sous toutes ses formes, applications, films, livres, etc.
Le format vidéo Flash d'Adobe n'étant pas supporté sur l'iPad (comme sur les iPhone et iPod), la majorité des sites pornographiques ont remplacé leur format de vidéo par les formats H.264 et HTML5 spécialement pour l'iPad.
En mai 2010, dans un échange de courriels, à Ryan Tate du blog Valleywag (en) qui lui disait, en réponse à une publicité Apple présentant l'iPad comme une « révolution » et parlant du fait que Flash ne soit pas supporté par l'iPad, que « les révolutions sont censées rendre libre », Steve Jobs a répondu « Oui, libre de programmes qui volent vos informations personnelles. Libre de programmes qui bouffent votre batterie. Libre de pornographie. Oui, libre. […] ». La publication de cet échange de mails conduira à de nombreuses réponses, telles le détournement publicitaire à Berlin par l'artiste Johannes P. Osterhoff (de) et à San Francisco durant la WWDC 2010.

## Réactions lors du lancement

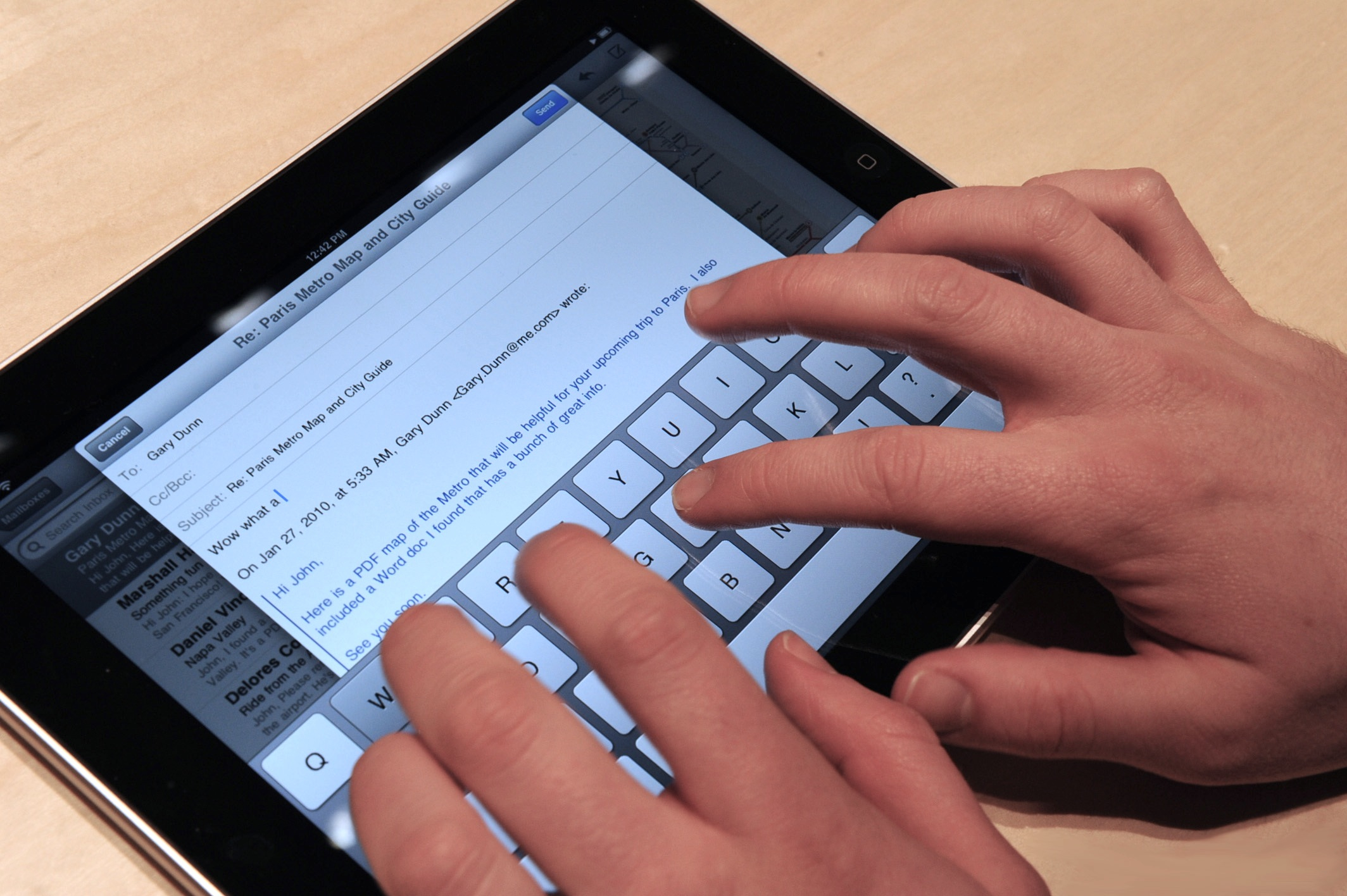
Le clavier virtuel de l'iPad, considéré à son lancement comme un défaut par les journalistes

### Accueil de la presse
Après la présentation de l'iPad, la presse souligne la réceptivité de l'écran tactile et le prix de vente de l'appareil, jugé raisonnable. Parmi les points faibles, les journalistes relèvent la présence d'un clavier virtuel et regrettent l'absence de webcam, d'USB, de cartes SD et HDMI, ainsi que le non-support du multitâche (ce qui sera cependant corrigé avec la mise à jour de l'iOS 4.0) et du format Flash. Les webdesigners se plaignent de sa définition de 1 024 × 768 pixels, jugée faible.
Walt Mossberg estime que l'iPad ressemble extérieurement à un « gros iPod touch » mais « offre des logiciels plus puissants, plus proches des versions destinées au Macintosh, notamment dans le cas des applications de productivité » ; impression partagée par David Pogue, pour qui l'appellation « gros iPod touch » ne rend pas justice à l'appareil.
Yair Reiner affirme que l'iPad deviendra un produit concurrent des liseuses tels que l'Amazon Kindle en reversant 70 % des profits aux maisons d'éditions — ce qui est actuellement le cas avec les développeurs d'applications sur l'App Store. Une semaine avant la date de lancement officiel de l'iPad, Amazon a d'ailleurs revu la part des profits reversés aux maisons d'éditions pour l'établir à 70 %.
Quelques jours après le dévoilement de l'iPad, Stephen Fry a déclaré qu'il faut l'utiliser pour réellement l'apprécier et juger de sa qualité, et que les éventuelles critiques envers l'appareil disparaissent après prise en main. Fry souligne la vitesse et la réactivité de l'iPad, l'interface très intuitive ainsi que la définition et la richesse de l'écran. En accord avec les déclarations de Steve Jobs, les médias ont conclu que l'iPad ouvrait la porte à une nouvelle catégorie d'appareils, entre les smartphones et les ordinateurs portables.

### Critiques
Les critiques concernant l'iPad ont été globalement bonnes. En mars 2010, peu après le lancement de l'iPad, le spécialiste américain du Wall Street Journal Walter Mossberg pense que la tablette « a le potentiel de changer profondément l'informatique mobile et de menacer l'ordinateur portable ». David Pogue, du New York Times, a écrit une double critique, la première pour les technophiles, la seconde pour ceux étant moins portés sur les produits technologiques. Dans cette seconde critique, il note qu'un ordinateur portable offre plus de possibilités pour un prix moins élevé que celui de l'iPad, alors que dans la première, il affirme que si les lecteurs apprécient le concept de la tablette et comprennent les possibles applications qui peuvent en être faites, alors ils apprécieront l'iPad. Ed Baig de USA Today a brutalement affirmé que l'iPad est un « winner ». Andy Ihnatko du Chicago Sun-Times l'a nommé « l'un des meilleurs ordinateurs au monde ».
Le magazine PC World a cependant souligné les faiblesses de l'iPad en termes de partage de fichiers et d'impression de documents.
Un article publié le 28 mai 2010 sur le blog écologiste d'Audrey Garric, titré « L’iPad est programmé pour être rapidement obsolète », présente une interview d'Anne Bringault, la directrice de l'ONG Les Amis de la Terre, qui considère l'iPad comme le « symbole d'une époque de surconsommation ». Début 2013, le site web iFixit publie un classement concernant la facilité de réparation de diverses tablettes, certaines étant plus difficiles que d'autres à démonter. Les iPads (versions 2 à 4 et mini) y sont les plus mal classés après la Microsoft Surface Pro,.

### Réactions lors du lancement international
Le 28 mai 2010, l'iPad a été lancé en Australie, au Canada, au Japon, ainsi que dans sept pays européens. Les médias lui ont réservé un accueil mitigé. Ils ont noté d'une part la réponse positive des fans, qui étaient plusieurs centaines à faire la queue devant les magasins lors ce jour,, ainsi que le large choix de livres et d'applications en tous genres,.
D'autre part, les médias ont dénoncé la faible capacité de communication de l'iPad avec d'autres appareils et ont fait remarquer que l'iPad devait faire face à la concurrence des tablettes fonctionnant sous Android. En ce qui concerne l'aspect liseuse de l'iPad, The Independent a déploré le fait qu'en plein jour, l'iPad ne soit pas aussi lisible que du papier.

### Caractéristiques manquantes
CNN et Wired News ont défendu les « oublis » de quelques caractéristiques, notamment le support Adobe Flash, mettant en avant le fait que YouTube et Vimeo sont passés au H.264 pour les vidéos en streaming « En ce qui concerne le visionnage de film en plein écran, le ratio 16/9 en mode portrait paraîtrait étrangement grand et fin. Le format 4/3 est un compromis, et un bon. » En ce qui concerne le manque de port USB, « L'iPad est destiné à être un appareil simple d'utilisation, et non pas un ordinateur complet. Un port USB nécessiterait l'installation d'un pilote informatique pour imprimantes, scanners et tout autre chose que vous pourriez brancher »,.
Le débat sur l'utilisation de l'iPad comme ordinateur personnel a été très long. Forrester Research argumente en faveur de cette utilisation, malgré les restrictions d'Apple en termes de création et de modification de fichiers avec l'iPad. PC World considère que le manque de caractéristiques essentielles telles le support Adobe Flash discréditent l'iPad en tant qu'ordinateur personnel.

### Droit des marques
La presse révèle que le groupe STMicroelectronics a déposé la marque « iPad » auprès de l'OHMI en 2000, alors que Fujitsu l'a déposé en 2003 auprès de l'USPTO. Ces entreprises l'utilisent pour commercialiser différents produits dans le domaine de l'électronique. En janvier 2010, Masahiro Yamane, directeur de la division relations publiques de Fujitsu, indique que la marque appartient à l'entreprise japonaise ; en mars, sa propriété est transférée à Apple. En 2007, la marque « iPhone » fut déjà l'objet d'un contentieux entre Apple et la société Cisco, avant que les deux firmes trouvent un accord afin de la partager.
En Chine, la marque a également été déposée en 2000 par Proview Technology.

## Ventes
Avec plus de 3 millions d'exemplaires en trois mois, il s'est vendu un iPad toutes les 3 secondes depuis son lancement. Le 22 juin 2010, soit 80 jours après son lancement aux États-Unis, Apple annonce avoir vendu 3 millions d’iPad. Lors de la Keynote du 2 mars 2011, Apple affirme qu'en 9 mois (période avril-décembre) la société aurait vendu plus de 15 millions de tablettes. Lors de l'annonce de ses résultats du second trimestre 2011, Apple a indiqué avoir vendu 9,25 millions d'iPad contre 4,64 millions d'exemplaires au premier trimestre 2011.
Avec une part de marché de plus de 66 % sur le segment des tablettes au troisième trimestre 2011, l'iPad est la tablette la plus vendue dans le monde. En France, en 2011, l'iPad représente 90 % des tablettes vendues.
La tablette la plus vendue dans le monde reste l'iPad 2 (toujours commercialisé dans la majorité des pays) malgré la sortie du nouvel iPad 3, puis de l'iPad 4.[réf. nécessaire]
En 2014, l'iPad s'est vendu à 226 millions d'exemplaires.[réf. nécessaire]

## Usage en milieu scolaire
En 2011, de plus en plus d'écoles américaines distribuent des iPad à leurs élèves en lieu et place de livres scolaires, dictionnaires, et autres fournitures telles les calculatrices,. Certains éditeurs de livres scolaires avaient commencé à transposer leurs ouvrages au format numérique avant la sortie de l'iPad et le mouvement s'accélère. D'après Apple (septembre 2011), plus de 600 districts ont lancé des programmes dans lesquels tous les élèves d'au moins une classe sont équipés d'un iPad et ce pour toute la durée de l'année scolaire.
En France, des expérimentations ont été menées en 2011 dans des écoles.
En 2013, le gouvernement de la petite principauté d'Andorre a créé une vive polémique en décidant d'obliger les familles (et les enseignants) à acheter un iPad 2 afin que leurs enfants puissent l'utiliser à l'école en lieu et place des livres traditionnels pour la rentrée 2013-2014.

## Chronologie des modèles d'iPad
| Frise des modèles d'iPad |
| ------------------------ |
|                          |

Source : Archives de la Newsroom Apple.